# Gustaf Einar du Rietz
Gustaf Einar du Rietz (Bromma, 25 april 1895 – Uppsala, 7 maart 1967) was een Zweeds lichenoloog, vegetatiekundige en hoogleraar.

## Biografie

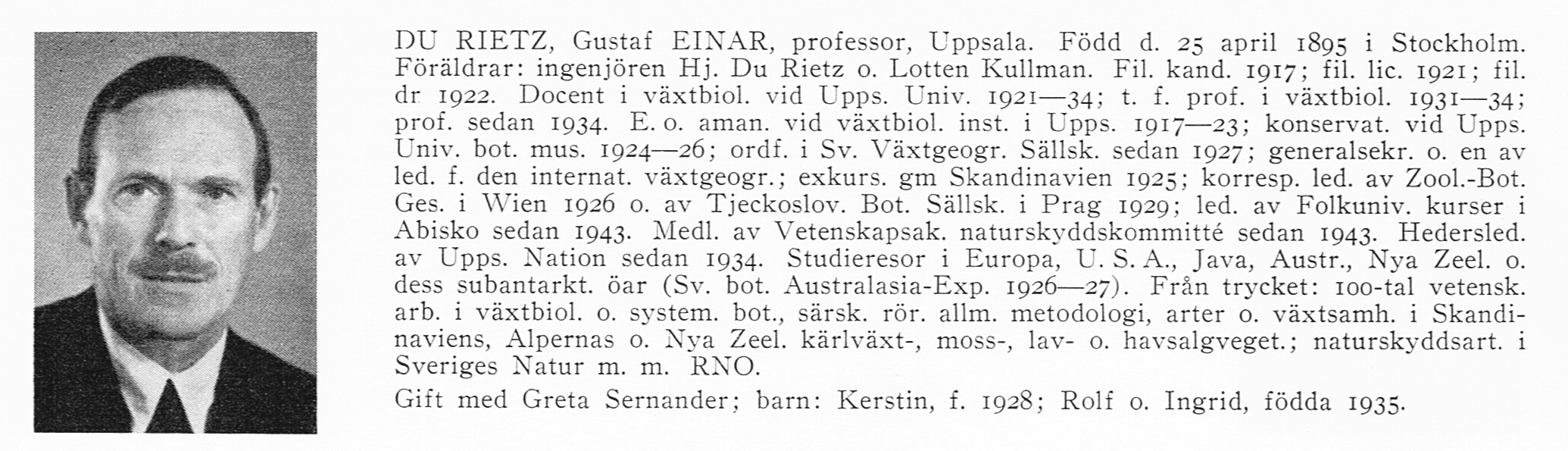
Zweeds portretarchief

Du Rietz studeerde plantkunde aan de Universiteit van Uppsala, waar hij in 1922 promoveerde. In 1924–1927 was hij aangesteld als curator bij het Botanisch Museum in Uppsala. In de periode 1926–1927 nam Du Rietz samen met zijn vrouw Greta Sernander-Du Rietz (tevens lichenoloog) deel aan een vegetatiekundige onderzoekreis naar Noord-Amerika, Australië, Nieuw-Zeeland en Java. Van 1931–1934 was hij hoogleraar plantenecologie aan de Universiteit van Uppsala.

## Beschreven syntaxa
In de onderstaande lijst staan syntaxa waarvan Du Rietz (co)auteur is en die een artikel op de Nederlandstalige Wikipedia hebben.
- sinaasappelkorst-associatie – Calogayetum pusillae (Du Rietz) Kaiser 1926
- associatie van gelobde zeecitroenkorst – Flavoplacetum marinae Du Rietz ex Klem. 1955
- associatie van gewoon kusttakmos – Ramalinetum siliquosae (Du Rietz) Follm. 1973